# 張奎 (景泰進士)
張奎（1431年—？），字漢文，湖廣荊州府石首縣人，民籍，明朝政治人物。進士出身。

## 生平
景泰四年湖廣鄉試第一百三名。景泰五年（1454年）甲戌科會試第二百三十名，殿試登進士第三甲第一百零九名。官至汝宁府知府。

## 家族
曾祖父張志齡。祖父張蘭，曾任監生。父亲張功敏，曾任大使。